# 오픈SCAD
오픈SCAD(OpenSCAD)는 솔리드 3D CAD(컴퓨터 지원 설계) 오브젝트를 만들기 위한 자유 소프트웨어 애플리케이션이다. 자체 기술 언어를 사용하는 스크립트 기반 모델러이며, 부분적인 미리 보기를 지원하지만 3D 뷰에서 마우스를 사용하여 상호작용적으로 선택, 수정을 할 수는 없다. 오픈SCAD 스크립트는 지오메트릭 프리미티브(구체, 상자, 원기둥 등)를 규정하며 이것들이 어떻게 수정, 병합되어 3차원 모델을 렌더링할지를 정의한다. 이와 같은 방식으로 이 프로그램은 구조적 입체 기하학(CSG)를 따른다. 오픈SCAD는 윈도우, 리눅스, macOS용으로 이용이 가능하다.

## 미리 보기
Z 버퍼링을 사용한 모델의 빠른 미리 보기를 위해 오픈SCAD는 오픈CSG와 오픈GL을 이용한다.
3차원 모델 위치는 다른 3D 모델러와 비슷한 방식으로 마우스를 사용하여 뷰 안에서 상호작용적으로 조작이 가능하다. 또, 기본 카메라 위치를 스크립트에 정의할 수도 있다.
부분 색들은 3D 뷰에 정의할 수 있다. (투명도 포함)

## 내보내기
- 뷰를 png 포맷으로 내보낼 수 있다.
- 2차원 모델을 DXF로 내보낼 수 있다.
- 3D 부분은 AMF, OFF, STL로 내보낼 수 있다. 색이나 물질 정의가 없다.

## 가져오기
- DXF로 된 2차원 드로잉을 가져온 다음 모놀리딕 부분으로 extrude가 가능하다.
- 3D 부분은 STL로 가져온 다음 스케일링이 가능하다.

## 애니메이션

오픈SCAD로 만든 애니메이션.

애니메이션은 단순한 모델을 위해 수초 당 여러 그림을 속도별로 움직이는 것이 가능하다. 애니메이션은 어떠한 변수에라도 영향을 줄 수 있는데, 카메라 위치라든지 파트별 차원, 위치, 모양, 존재를 예로 들 수 있다. 영화 제작에 유용한 그림 집합들로 녹화할 수 있다.